# Свједоци
Свједоци је хрватски филм из 2003. године који је добио награду Златна арена.

## Радња
Време дешавања радње филма је Карловац 1991., Домовински рат. Тројица припадника Хрватске војске игром случаја у Карловцу убију српског цивила којем су дошли ‘само’ минирати кућу, те отимају његову ћеркицу као сведока убиства. Барбир, полицијски инспектор им брзо улази у траг, но рођак једног од починиоца злочина је истакнути политички функционер и болнички примаријус Матић који настоји заташкати случај. Истовремено, новинарка Лидија такође наслућује ко су убице, а један од њих брат је њеног момка Креше, хрватског војника који се управо вратио из болнице без једне ноге...

## Улоге
| Глумац            | Улога         |
| ----------------- | ------------- |
| Леон Лучев        | Крешо         |
| Алма Прица        | новинарка     |
| Мирјана Карановић | мајка         |
| Дражен Кун        | Барбир        |
| Крешимир Микић    | Јошко         |
| Маринко Прга      | Војо          |
| Бојан Навојец     | Барић         |
| Тарик Филиповић   | јавни тужилац |
| Рене Биторајац    | Албанац       |
| Иво Грегуревић    | отац          |

## Награде
- Пула 03' - филм награђен Златним аренама за режију, сценарио, фотографију, главну женску улогу (Алма Прица) и музику.[2][3]
- Мотовун 03' - Награда у категорији филмова А до А[2]
- Берлин 04' - Награда за мир (филм се такмичио у службеном програму)[2][4]
- Rim - Посебно признање католичког жирија[2][4]
- Влисинген  04' (Холандија)(Film by the Sea Int. Film Festival) - Награда за најбољу екранизацију по књижевном делу[2][4]
- Јерусалим 04' - Награда У духу слободе за најбољи играни филм у меðународној конкуренцији[2][4]
- Карлове Вари 04' - Награда Филип Морис[2][4]
- Еуропска филмска академија уврстила је филм међу 40 остварења на основу којих се одређују номинације за Европске филмске награде.[2]